# 아라카우아카리
아라카우아카리(Cacajao ayresi)는 신세계원숭이에 속하는 우아카리원숭이의 일종이다. 브라질 아마존 삼림 지역에서 새롭게 발견된 종이다. 오클랜드 대학의 장 필립 부빌이 브라질의 네그루강에 사는 원주민인 야노마모 인디언의 사냥에 따라나섰다가 발견했다. 국제영장류동물학지에 C. ayresi라는 학명으로 공식 발표되었다. 이 원숭이의 이름은 야생 동물 보존 협회의 수석 생물학자인 브라질의 호세 마르시오 아이레스(José Márcio Ayres)의 이름을 따서 지었다.
2003년에 죽은 호세 마르시오 아이레스는 아마존의 심장이라 불리는 이 보호 지역을 만드는 데 도움을 주었다.
부빌은, 이 원숭이가 일부는 보호 지역 밖에 살고 있으며, 현지에서 사냥이 이루어지고 있기 때문에 즉시 멸종위기 종으로 취급해야 한다고 밝혔다.
부빌과 그의 동료들의 2008년 연구에 따르면, 우아카리원숭이속에 속하는 종은 이제 4종이다: C. calvus, C. melanocephalus, C. hosomi and C. ayresi.